# Coliseo Roberto Clemente
Il Coliseo Roberto Clemente (o Roberto Clemente Coliseum in inglese) è un'arena adibita ad eventi sportivi o concerti situata a San Juan, Porto Rico. Per molti anni è stato il più grande impianto per eventi del Porto Rico.
Lo stadio è stato inaugurato nel febbraio 1973 in onore di Roberto Clemente, giocatore di baseball portoricano morto nel 1972 per via di un incidente aereo in California.
L'arena è stata teatro di importanti eventi nel corso degli anni come i campionati mondiali di boxe e di pallacanestro, fiere, circhi, concerti, come il World Invasion Tour dei Van Halen e concorsi come l'edizione del 2002 di Miss Universo.
Dal 2016 ospita gli incontri delle Capitalinas de San Juan, franchigia della Liga de Voleibol Superior Femenino, e dei Patriotas de San Juan, franchigia della Liga de Voleibol Superior Masculino.